# Comunità montana Valli del Lario e del Ceresio
La Comunità montana Valli del Lario e del Ceresio è una comunità montana in provincia di Como, nata il 1º settembre 2009 dalla fusione delle preesistenti Comunità montana delle Alpi Lepontine e Comunità montana dell'Alto Lario Occidentale.
Il comune di Griante, che in precedenza apparteneva alla Comunità montana delle Alpi Lepontine, ha deciso di non entrare nella nuova Comunità montana Valli del Lario e del Ceresio ma di aderire alla Comunità montana del Lario Intelvese.

## Voci correlate

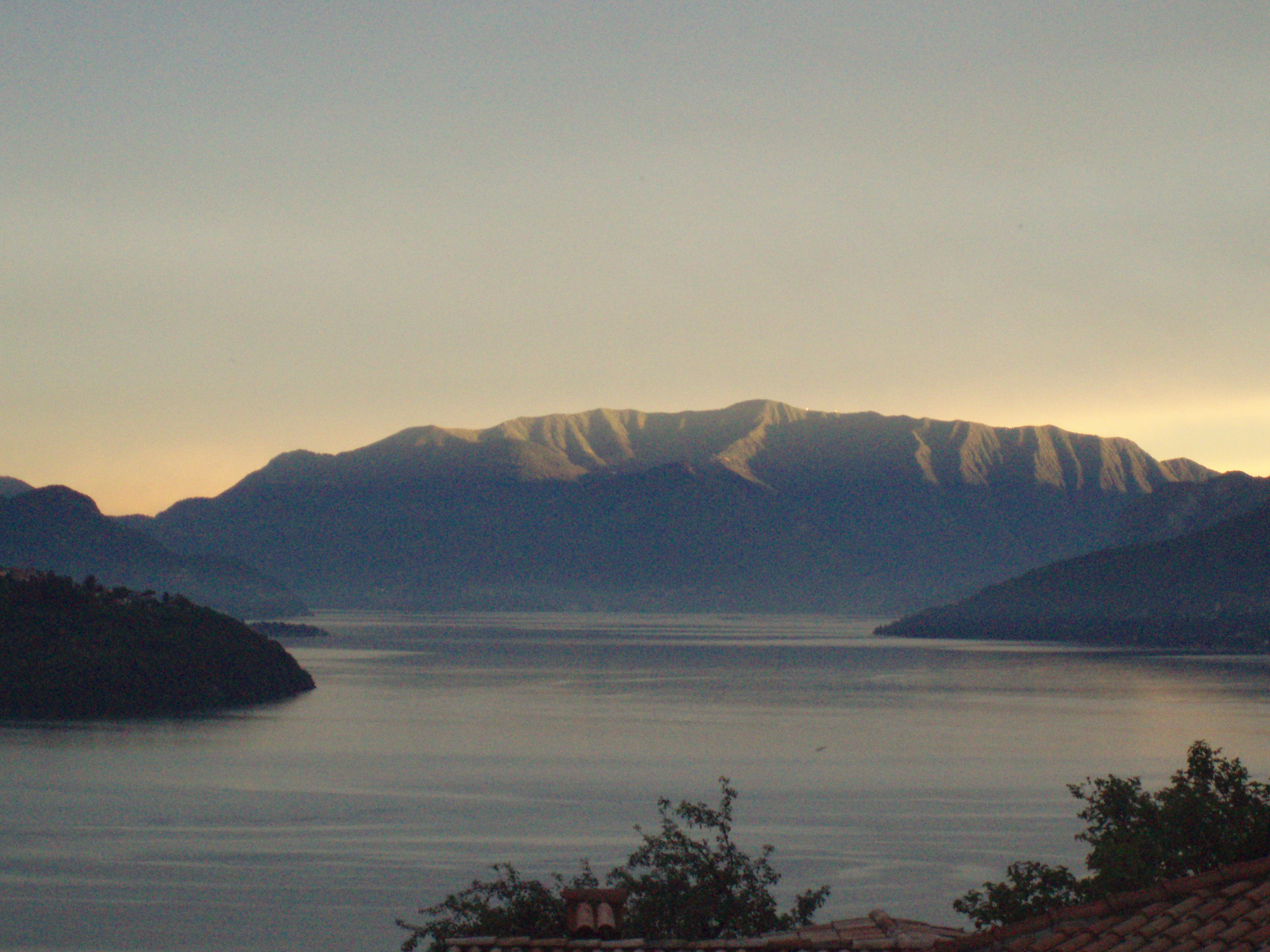
Il Lario visto dall'Alto Lago